# Вечірня казка з Дідом Панасом
Вечірня казка з Дідом Панасом (після 1971 року йшла під назвою «На добраніч, діти» на УТ-1) — радіопередача, а згодом і телепередача.
Ім'я актора, який читав дітям казки на ніч, на початку створення радіопрограми, на жаль, невідоме. Але відомо, що той чоловік уже був у віці, отож йому стали шукати підміну. Її знайшли в особі Петра Юхимовича Весклярова. Він продовжив заколисувати малечу під уже відомим псевдонімом Дід Панас, спочатку — на підміні, а з 1962 року й цілковито замінив свого попередника. На кастингу було близько 200 осіб, проте Петро Юхимович Вескляров був відібраний з-поміж інших кандидатів.
Наприкінці шістдесятих, коли в оселях українців з'являються перші телевізори, Діда Панаса вирішили перенести на екран. Режисером програми була телережисер Олена Сторожук.
Програму Вескляров вів аж до 1984 року. Незмінними атрибутами програми була сорочка-вишиванка та україномовні казки (їх тексти Вескляров часто писав сам), що нерідко потрапляли «під роздачу» в часи боротьби з націоналізмом. У сімдесяті роки навіть було кілька спроб закрити програму або замінити Діда Панаса кимось іншим. Проте обурені глядачі завалювали редакцію листами й вимагали повернути улюбленого казкаря на екран.
Також виходили передачі, які проводили: тьотя Катя (Катерина Лозовенко) з лялькою Катрусею, Анатолій Васянюк (з 1986 — Васянович) з «Мультфільмом на замовлення», та Надія Батуріна з Буратіно (російськомовна передача). У суботу та неділю просто показували мультфільм. Заставка теж змінювалася. З 1981 року була анімаційна заставка, де казкові герої переходили один в одного, кінцевою піснею була «Тепле сонечко сідає…» у виконанні Віталія Білоножка.

## Цікавинки
- Вескляров не знав російської мови. "Свого часу я розмовляв із тими тальнівчанами, котрі були знайомі з Петром Юхимовичем. Люди пригадували, що він любив носити вишиванку, завжди розмовляв тільки українською мовою, нерідко жартував: «Я російську не можу вивчити», — зазначає його земляк Валентин Гордєєв. «Те, що Дід Панас не знав російської, завадило йому стати знаменитим поза межами України, — додає видавець і шанувальник актора Дмитро Капранов. — Хоча для цього він мав усі необхідні дані — був дуже фактурний: височезний, міцний. Він був ідеальним підпільником для радянських фільмів, а тоді такі типажі були дуже затребувані. „Але по-руському“ не говорив, тож у фільмах його переозвучував інший актор»[4].
- Набула широкого розповсюдження міська легенда, за якою Вескляров у прямому ефірі сказав відомий тепер вираз «Отака хуйня, малята». Вираз став крилатим і його часто можна почути в сучасній українській мові[5].